# Междущатска магистрала 45
Междущатска магистрала 45 (Interstate 45, съкратено I-45) е вътрешнощатска междущатска магистрала изцяло разположена на територията на щата Тексас, САЩ. Дълга е 284,913 мили (458,52 km). Това е най-късата от големите междущатски магистрали (това са магистрали с едно- или двуцифрени номера, завършващи на 0 или 5) и единствената голяма междущатска магистрала, която е изцяло в рамките на един щат.
Магистралата става печално известна през 2005 г., когато ураганът "Рита" удря бреговете на САЩ. Хиляди жители на Хюстън и околностите се опитват едновременно да използват магистралата за евакуация, превръщайки я в едно огромно задръстване. Бензиностанциите по магистралата бързо разпродават всичките си запаси от бензин и много шофьори трябва да пренощуват отстрани на пътя поради факта, че колата им е без гориво. Пътят до Далас в онези дни отнема 24 часа вместо обичайните четири.
|  | Тази страница частично или изцяло представлява превод на страницата Interstate 45 в Уикипедия на английски. Оригиналният текст, както и този превод, са защитени от Лиценза „Криейтив Комънс – Признание – Споделяне на споделеното“, а за съдържание, създадено преди юни 2009 година – от Лиценза за свободна документация на ГНУ. Прегледайте историята на редакциите на оригиналната страница, както и на преводната страница, за да видите списъка на съавторите. ВАЖНО: Този шаблон се отнася единствено до авторските права върху съдържанието на статията. Добавянето му не отменя изискването да се посочват конкретни източници на твърденията, които да бъдат благонадеждни. |